# Henning Bergenholtz
Henning Bergenholtz (født 26. august 1944 i København) er en dansk leksikograf.
Han er M.A. fra Technische Universität Berlin (1973) samt Dr. Phil. (1975) og Dr. Habil. (1978) fra Universität Essen.
Han har været tilknyttet universiteter i Bonn, Essen, Køln, Kairo, Bochum, Stellenbosch og siden 1996 som leder af Center for Leksikografi ved Aarhus School of Business.
Bergenholtz er æresdoktor ved Universidad de Valladolid og ekstraordinær professor ved University of Pretoria.
Han er nu Professor emeritus.
Bergenholtz skriver klummer om sproglige emner i netavisen Den Korte Avis.